# Henley (circonscription du Parlement britannique)
Pour les articles homonymes, voir Henley.
Circonscription parlementaire de la Chambre des communes
La circonscription de Henley est une circonscription parlementaire britannique, située dans l'Oxfordshire.
Cette circonscription a été créée en 1885 à partir de l'ancienne circonscription de l'Oxfordshire. Depuis 2008, elle est représentée à la Chambre des communes du Parlement britannique par John Howell, du Parti conservateur.

## Members of Parliament
| Élection | Élection                | Membre                  | Membre       | Parti                  |
| -------- | ----------------------- | ----------------------- | ------------ | ---------------------- |
|          | 1885                    | Edward Vernon Harcourt  |              | Conservateur           |
|          | 1886                    | Francis Parker          |              | Conservateur           |
|          | 1895                    | Robert Hermon-Hodge     |              | Conservateur           |
|          | 1906                    | Philip Morrell          |              | Libéral                |
|          | 1910                    | Valentine Fleming       |              | Conservateur           |
|          | Élection partielle 1917 | Sir Robert Hermon-Hodge |              | Conservateur           |
|          | 1918                    | Reginald Terrell        |              | Coalition Conservateur |
|          | 1922                    | Reginald Terrell        | Conservateur |                        |
|          | 1924                    | Robert Henderson        |              | Conservateur           |
|          | Élection partielle 1932 | Gifford Fox             |              | Conservateur           |
|          | 1950                    | John Hay                |              | Conservateur           |
|          | février 1974            | Michael Heseltine       |              | Conservateur           |
|          | 2001                    | Boris Johnson           |              | Conservateur           |
|          | Élection partielle 2008 | John Howell             |              | Conservateur           |

## Élections

### Élections dans les années 2010
| Parti         | Parti                | Candidat             | Voix   | %    | ±     |
| ------------- | -------------------- | -------------------- | ------ | ---- | ----- |
|               | Conservateur         | John Howell          | 32,189 | 54,8 | –4.3  |
|               | Libéral Démocrate    | Laura Coyle          | 18,136 | 30,9 | +16.0 |
|               | Travailliste         | Zaid Marham          | 5,698  | 9,7  | –10.4 |
|               | Green                | Jo Robb              | 2,736  | 4,7  | +1.4  |
| Majorité      | Majorité             | Majorité             | 14,053 | 23,9 | –15.9 |
| Participation | Participation        | Participation        | 58,759 | 76,6 | +0.3  |
|               | Conservateur retenir | Conservateur retenir | Swing  |      |       |

| Parti         | Parti                | Candidat             | Voix   | %    | ±    |
| ------------- | -------------------- | -------------------- | ------ | ---- | ---- |
|               | Conservateur         | John Howell          | 33,749 | 59,1 | +0.6 |
|               | Travailliste         | Oliver Kavanagh      | 11,455 | 20,1 | +7.6 |
|               | Libéral Démocrate    | Laura Coyle          | 8,485  | 14,9 | +3.7 |
|               | Green                | Robin Bennett        | 1,864  | 3,3  | –3.6 |
|               | UKIP                 | Tim Scott            | 1,154  | 2,0  | –8.9 |
|               | The Radical Party    | Patrick Gray         | 392    | 0,7  | N/A  |
| Majorité      | Majorité             | Majorité             | 22,294 | 39,0 | –7.0 |
| Participation | Participation        | Participation        | 57,218 | 76,3 | +5.4 |
|               | Conservateur retenir | Conservateur retenir | Swing  | –3.5 |      |

| Parti         | Parti                | Candidat             | Voix   | %    | ±     |
| ------------- | -------------------- | -------------------- | ------ | ---- | ----- |
|               | Conservateur         | John Howell          | 32,292 | 58,5 | +2.3  |
|               | Travailliste         | Sam Juthani          | 6,917  | 12,5 | +1.6  |
|               | Libéral Démocrate    | Sue Cooper           | 6,205  | 11,2 | –13.9 |
|               | UKIP                 | Christopher Jones    | 6,007  | 10,9 | +7.5  |
|               | Green                | Mark Stevenson       | 3,815  | 6,9  | +4.4  |
| Majorité      | Majorité             | Majorité             | 25,375 | 46,0 | +15.0 |
| Participation | Participation        | Participation        | 55,236 | 70,9 | –0.5  |
|               | Conservateur retenir | Conservateur retenir | Swing  |      |       |

| Parti         | Parti                | Candidat             | Voix   | %    | ±    |
| ------------- | -------------------- | -------------------- | ------ | ---- | ---- |
|               | Conservateur         | John Howell          | 30,054 | 56,2 | +3.0 |
|               | Libéral Démocrate    | Andy Crick           | 13,466 | 25,2 | −0.9 |
|               | Travailliste         | Richard McKenzie     | 5,835  | 10,9 | −4.1 |
|               | UKIP                 | Laurence Hughes      | 1,817  | 3,4  | +0.9 |
|               | Green                | Mark Stevenson       | 1,328  | 2,5  | −0.8 |
|               | BNP                  | John Bews            | 1,020  | 1,9  | −1.7 |
| Majorité      | Majorité             | Majorité             | 16,588 | 31,0 | +3.5 |
| Participation | Participation        | Participation        | 53,520 | 71,4 | +3.6 |
|               | Conservateur retenir | Conservateur retenir | Swing  | +1.9 |      |

### Élections dans les années 2000
| Parti         | Parti                | Candidat             | Voix   | %    | ±     |
| ------------- | -------------------- | -------------------- | ------ | ---- | ----- |
|               | Conservateur         | John Howell          | 19,796 | 56,9 | +3.4  |
|               | Libéral Démocrate    | Stephen Kearney      | 9,680  | 27,8 | +1.8  |
|               | Green                | Mark Stevenson       | 1,321  | 3,8  | +0.5  |
|               | BNP                  | Tim Rait             | 1,243  | 3,6  | N/A   |
|               | Travailliste         | Richard McKenzie     | 1,066  | 3,1  | −11.6 |
|               | UKIP                 | Chris Adams          | 843    | 2,4  | −0.1  |
|               | Monster Raving Loony | Bananaman Owen       | 242    | 0,7  | N/A   |
|               | Démocrates anglais   | Derek Allpass        | 157    | 0,4  | N/A   |
|               | Indépendant          | Amanda Harrington    | 128    | 0,4  | N/A   |
|               | Common Good          | Dick Rodgers         | 121    | 0,3  | N/A   |
|               | Indépendant          | Louise Cole          | 91     | 0,3  | N/A   |
|               | Fur Play Party       | Harry Bear           | 73     | 0,2  | N/A   |
| Majorité      | Majorité             | Majorité             | 10,116 | 29,1 | +1.6  |
| Participation | Participation        | Participation        | 34,761 | 50,5 | −17.4 |
|               | Conservateur retenir | Conservateur retenir | Swing  | +0.8 |       |

| Parti         | Parti                | Candidat             | Voix   | %    | ±   |
| ------------- | -------------------- | -------------------- | ------ | ---- | --- |
|               | Conservateur         | Boris Johnson        | 24,894 | 53,5 | 7.4 |
|               | Libéral Démocrate    | David Turner         | 12,101 | 26,0 | 1.0 |
|               | Travailliste         | Kaleem Saeed         | 6,862  | 14,7 | 6.4 |
|               | Green                | Mark Stevenson       | 1,518  | 3,3  | 0.7 |
|               | UKIP                 | Delphine Gray-Fisk   | 1,162  | 2,5  | 0.7 |
| Majorité      | Majorité             | Majorité             | 12,793 | 27,5 | 8.4 |
| Participation | Participation        | Participation        | 46,537 | 67,9 | 3.6 |
|               | Conservateur retenir | Conservateur retenir | Swing  | 4.2  |     |

| Parti         | Parti                | Candidat             | Voix   | %    | ±    |
| ------------- | -------------------- | -------------------- | ------ | ---- | ---- |
|               | Conservateur         | Boris Johnson        | 20,466 | 46,1 | 0.3  |
|               | Libéral Démocrate    | Catherine Bearder    | 12,008 | 27,0 | 2.3  |
|               | Travailliste         | Janet Matthews       | 9,367  | 21,1 | 1.6  |
|               | UKIP                 | Philip Collings      | 1,413  | 3,2  | N/A  |
|               | Green                | Oliver Tickell       | 1,147  | 2,6  | 1.6  |
| Majorité      | Majorité             | Majorité             | 8,458  | 19,1 | 2.6  |
| Participation | Participation        | Participation        | 44,401 | 64,3 | 13.3 |
|               | Conservateur retenir | Conservateur retenir | Swing  | 1.3  |      |

### Élections dans les années 1990
| Parti         | Parti                | Candidat             | Voix   | %    | ±     |
| ------------- | -------------------- | -------------------- | ------ | ---- | ----- |
|               | Conservateur         | Michael Heseltine    | 23,908 | 46,4 | −13.3 |
|               | Libéral Démocrate    | Tim Horton           | 12,741 | 24,7 | +0.6  |
|               | Travailliste         | Duncan Enright       | 11,700 | 22,7 | +7.8  |
|               | Référendum           | Sebastian Sainsbury  | 2,299  | 4,5  | N/A   |
|               | Green                | Susan Miles          | 514    | 1,0  | N/A   |
|               | Natural Law          | Nigel Barlow         | 221    | 0,4  | –0.1  |
|               | Whig Party           | Thomas Hibbert       | 160    | 0,3  | N/A   |
| Majorité      | Majorité             | Majorité             | 11,167 | 21,7 | −13.9 |
| Participation | Participation        | Participation        | 51,543 | 77,6 | −2.2  |
|               | Conservateur retenir | Conservateur retenir | Swing  | -7.0 |       |

| Parti         | Parti                | Candidat                   | Voix   | %    | ±    |
| ------------- | -------------------- | -------------------------- | ------ | ---- | ---- |
|               | Conservateur         | Michael Heseltine          | 30,835 | 59,7 | −1.4 |
|               | Libéral Démocrate    | David G. Turner            | 12,443 | 24,1 | −2.2 |
|               | Travailliste         | Ivan J. Russell-Swinnerton | 7,676  | 14,9 | +2.3 |
|               | Indépendant          | Alan S. Plane              | 431    | 0,8  | +0.8 |
|               | Natural Law          | Sara A. Banerji            | 274    | 0,5  | +0.5 |
| Majorité      | Majorité             | Majorité                   | 18,392 | 35,6 | +0.8 |
| Participation | Participation        | Participation              | 51,659 | 79,8 | +4.9 |
|               | Conservateur retenir | Conservateur retenir       | Swing  | +0.4 |      |

### Élections dans les années 1980
| Parti         | Parti                | Candidat             | Voix   | %    | ±    |
| ------------- | -------------------- | -------------------- | ------ | ---- | ---- |
|               | Conservateur         | Michael Heseltine    | 29,978 | 61,1 | +1.4 |
|               | Liberal              | John Madeley         | 12,896 | 26,3 | -3.0 |
|               | Travailliste         | Michael Barber       | 6,173  | 12,6 | +3.1 |
| Majorité      | Majorité             | Majorité             | 17,082 | 34,8 | +4.4 |
| Participation | Participation        | Participation        | 49,047 | 75,0 | +2.1 |
|               | Conservateur retenir | Conservateur retenir | Swing  |      |      |

| Parti         | Parti                   | Candidat             | Voix   | %    | ±    |
| ------------- | ----------------------- | -------------------- | ------ | ---- | ---- |
|               | Conservateur            | Michael Heseltine    | 27,039 | 59,7 | +1.0 |
|               | Liberal                 | I. Brook             | 13,258 | 29,3 | +6.4 |
|               | Travailliste            | I. Roxburgh          | 4,282  | 9,5  | -9.0 |
|               | Women for Life On Earth | R. Johnson           | 517    | 1,1  | N/A  |
|               | One Nation Conservative | T. Rogers            | 213    | 0,5  | N/A  |
| Majorité      | Majorité                | Majorité             | 13,781 | 30,4 | -5.4 |
| Participation | Participation           | Participation        | 45,309 | 72,9 | -5.4 |
|               | Conservateur retenir    | Conservateur retenir | Swing  |      |      |

### Élections dans les années 1970
| Parti         | Parti                | Candidat             | Voix   | %    | ±     |
| ------------- | -------------------- | -------------------- | ------ | ---- | ----- |
|               | Conservateur         | Michael Heseltine    | 29,982 | 58,7 | +9.7  |
|               | Liberal              | Steve Atack          | 11,693 | 22,9 | -3.9  |
|               | Travailliste         | D. J. Whiting        | 9,435  | 18,5 | -5.8  |
| Majorité      | Majorité             | Majorité             | 18,289 | 35,8 | +13.6 |
| Participation | Participation        | Participation        |        | 77,5 | +4.0  |
|               | Conservateur retenir | Conservateur retenir | Swing  |      |       |

| Parti         | Parti                | Candidat             | Voix   | %    | ± |
| ------------- | -------------------- | -------------------- | ------ | ---- | - |
|               | Conservateur         | Michael Heseltine    | 22,504 | 49,0 |   |
|               | Liberal              | S. R. C. Evans       | 12,288 | 26,8 |   |
|               | Travailliste         | I. M. Haig           | 11,141 | 24,3 |   |
| Majorité      | Majorité             | Majorité             | 10,216 | 22,2 |   |
| Participation | Participation        | Participation        |        | 73,5 |   |
|               | Conservateur retenir | Conservateur retenir | Swing  |      |   |

| Parti         | Parti                | Candidat             | Voix   | %    | ± |
| ------------- | -------------------- | -------------------- | ------ | ---- | - |
|               | Conservateur         | Michael Heseltine    | 24,367 | 48,4 |   |
|               | Liberal              | S. R. C. Evans       | 15,467 | 30,7 |   |
|               | Travailliste         | A. Alexander         | 10,500 | 20,9 |   |
| Majorité      | Majorité             | Majorité             | 8,900  | 17,7 |   |
| Participation | Participation        | Participation        |        | 81,3 |   |
|               | Conservateur retenir | Conservateur retenir | Swing  |      |   |

| Parti         | Parti                | Candidat             | Voix   | %    | ±   |
| ------------- | -------------------- | -------------------- | ------ | ---- | --- |
|               | Conservateur         | John Hay             | 33,452 | 53,4 |     |
|               | Travailliste         | Maeve Judith Denby   | 19,310 | 30,8 |     |
|               | Liberal              | Arthur William Giles | 8,907  | 14,2 | N/A |
|               | Anti-Common Market   | Daniel Brunner       | 960    | 1,5  | N/A |
| Majorité      | Majorité             | Majorité             | 14,142 | 22,6 |     |
| Participation | Participation        | Participation        |        | 74,0 |     |
|               | Conservateur retenir | Conservateur retenir | Swing  |      |     |

### Élections dans les années 1960
| Parti         | Parti                | Candidat             | Voix   | %    | ± |
| ------------- | -------------------- | -------------------- | ------ | ---- | - |
|               | Conservateur         | John Hay             | 28,994 | 55,4 |   |
|               | Travailliste         | George Cunningham    | 23,320 | 44,6 |   |
| Majorité      | Majorité             | Majorité             | 5,674  | 10,8 |   |
| Participation | Participation        | Participation        |        | 75,2 |   |
|               | Conservateur retenir | Conservateur retenir | Swing  |      |   |

| Parti         | Parti                | Candidat             | Voix   | %    | ± |
| ------------- | -------------------- | -------------------- | ------ | ---- | - |
|               | Conservateur         | John Hay             | 24,898 | 49,2 |   |
|               | Travailliste Co-op   | Arthur Ledger        | 16,614 | 32,8 |   |
|               | Liberal              | Arthur William Giles | 9,081  | 18,0 |   |
| Majorité      | Majorité             | Majorité             | 8,284  | 16,4 |   |
| Participation | Participation        | Participation        |        | 78,3 |   |
|               | Conservateur retenir | Conservateur retenir | Swing  |      |   |

### Élections dans les années 1950
| Parti         | Parti                | Candidat             | Voix   | %    | ±   |
| ------------- | -------------------- | -------------------- | ------ | ---- | --- |
|               | Conservateur         | John Hay             | 24,417 | 53,4 |     |
|               | Travailliste Co-op   | Arthur Ledger        | 15,014 | 32,9 |     |
|               | Liberal              | Charles Truman       | 6,261  | 13,7 | N/A |
| Majorité      | Majorité             | Majorité             | 9,403  | 20,6 |     |
| Participation | Participation        | Participation        |        | 78,4 |     |
|               | Conservateur retenir | Conservateur retenir | Swing  |      |     |

| Parti         | Parti                | Candidat             | Voix   | %    | ± |
| ------------- | -------------------- | -------------------- | ------ | ---- | - |
|               | Conservateur         | John Hay             | 24,061 | 58,6 |   |
|               | Travailliste         | Nora J T Wiles       | 16,980 | 41,4 |   |
| Majorité      | Majorité             | Majorité             | 7,081  | 17,3 |   |
| Participation | Participation        | Participation        |        | 75,4 |   |
|               | Conservateur retenir | Conservateur retenir | Swing  |      |   |

| Parti         | Parti                | Candidat             | Voix   | %    | ± |
| ------------- | -------------------- | -------------------- | ------ | ---- | - |
|               | Conservateur         | John Hay             | 23,621 | 58,0 |   |
|               | Travailliste         | Constantine Gallop   | 17,090 | 42,0 |   |
| Majorité      | Majorité             | Majorité             | 6,531  | 16,0 |   |
| Participation | Participation        | Participation        |        | 78,3 |   |
|               | Conservateur retenir | Conservateur retenir | Swing  |      |   |

| Parti         | Parti                | Candidat             | Voix   | %    | ± |
| ------------- | -------------------- | -------------------- | ------ | ---- | - |
|               | Conservateur         | John Hay             | 20,488 | 49,4 |   |
|               | Travailliste         | Alan Hawkins         | 14,709 | 35,5 |   |
|               | Liberal              | Peter Minoprio       | 6,255  | 15,1 |   |
| Majorité      | Majorité             | Majorité             | 5,779  | 13,9 |   |
| Participation | Participation        | Participation        |        | 81,7 |   |
|               | Conservateur retenir | Conservateur retenir | Swing  |      |   |

### Élections dans les années 1940
| Parti         | Parti                | Candidat             | Voix   | %    | ±     |
| ------------- | -------------------- | -------------------- | ------ | ---- | ----- |
|               | Conservateur         | Gifford Fox          | 22,286 | 42,5 | -27.9 |
|               | Travailliste         | James Stewart Cook   | 19,457 | 37,1 | N/A   |
|               | Liberal              | Lionel Brett         | 10,718 | 20,4 | -9.2  |
| Majorité      | Majorité             | Majorité             | 2,829  | 5,4  | -35.4 |
| Participation | Participation        | Participation        | 52,461 | 66,3 | +9.4  |
|               | Conservateur retenir | Conservateur retenir | Swing  |      |       |

### Élections dans les années 1930
| Parti         | Parti                | Candidat             | Voix   | %    | ±    |
| ------------- | -------------------- | -------------------- | ------ | ---- | ---- |
|               | Conservateur         | Gifford Fox          | 22,024 | 70,4 | +0.5 |
|               | Liberal              | John Herbert May     | 9,254  | 29,6 | -0.5 |
| Majorité      | Majorité             | Majorité             | 12,770 | 40,8 | +1.0 |
| Participation | Participation        | Participation        | 31,278 | 56,9 | +8.0 |
|               | Conservateur retenir | Conservateur retenir | Swing  | +1.0 |      |

| Parti         | Parti                | Candidat             | Voix   | %     | ±     |
| ------------- | -------------------- | -------------------- | ------ | ----- | ----- |
|               | Conservateur         | Gifford Fox          | 16,553 | 69,9  | -2.3  |
|               | Liberal              | Richard Matthews     | 7,129  | 30,1  | +13.8 |
| Majorité      | Majorité             | Majorité             | 9,424  | 39,8  | -16.1 |
| Participation | Participation        | Participation        | 23,682 | 48,9  | -19.7 |
|               | Conservateur retenir | Conservateur retenir | Swing  | -8.05 |       |

| Parti         | Parti                | Candidat             | Voix   | %      | ±     |
| ------------- | -------------------- | -------------------- | ------ | ------ | ----- |
|               | Conservateur         | Robert Henderson     | 24,015 | 72,2   | +20.3 |
|               | Liberal              | Richard Matthews     | 5,411  | 16,3   | -13.6 |
|               | Travailliste         | Frederick J Hembury  | 3,809  | 11,5   | -6.7  |
| Majorité      | Majorité             | Majorité             | 18,604 | 55,9   | +33.9 |
| Participation | Participation        | Participation        | 33,235 | 68,6   | -4.7  |
|               | Conservateur retenir | Conservateur retenir | Swing  | +16.95 |       |

### Élections dans les années 1920
| Parti              | Parti              | Candidat                | Voix   | %    | ±     |
| ------------------ | ------------------ | ----------------------- | ------ | ---- | ----- |
|                    | Unioniste          | Robert Henderson        | 16,943 | 51,9 | −12.9 |
|                    | Liberal            | Geoffrey Tritton        | 9,786  | 29,9 | −5.3  |
|                    | Travailliste       | Bernard Benjamin Gillis | 5,962  | 18,2 | N/A   |
| Majorité           | Majorité           | Majorité                | 7,157  | 22,0 | −7.6  |
| Participation      | Participation      | Participation           | 32,691 | 73,3 | +3.1  |
| Registre électeurs | Registre électeurs | Registre électeurs      | 44,624 |      |       |
|                    | Unioniste retenir  | Unioniste retenir       | Swing  | −3.8 |       |

| Parti              | Parti              | Candidat             | Voix   | %     | ±     |
| ------------------ | ------------------ | -------------------- | ------ | ----- | ----- |
|                    | Unioniste          | Robert Henderson     | 14,830 | 64,8  | +13.0 |
|                    | Liberal            | Charles Alan Bennett | 8,060  | 35,2  | −13.0 |
| Majorité           | Majorité           | Majorité             | 6,770  | 29,6  | +26.0 |
| Participation      | Participation      | Participation        | 22,890 | 70,2  | −3.1  |
| Registre électeurs | Registre électeurs | Registre électeurs   | 32,613 |       |       |
|                    | Unioniste retenir  | Unioniste retenir    | Swing  | +13.0 |       |

| Parti              | Parti              | Candidat           | Voix   | %    | ±    |
| ------------------ | ------------------ | ------------------ | ------ | ---- | ---- |
|                    | Unioniste          | Reginald Terrell   | 12,092 | 51,8 | −1.3 |
|                    | Liberal            | R. Henry Rew       | 11,266 | 48,2 | +1.3 |
| Majorité           | Majorité           | Majorité           | 826    | 3,6  | −2.6 |
| Participation      | Participation      | Participation      | 23,358 | 73,3 | +3.7 |
| Registre électeurs | Registre électeurs | Registre électeurs | 31,873 |      |      |
|                    | Unioniste retenir  | Unioniste retenir  | Swing  | −1.3 |      |

| Parti              | Parti              | Candidat           | Voix   | %     | ±     |
| ------------------ | ------------------ | ------------------ | ------ | ----- | ----- |
|                    | Unioniste          | Reginald Terrell   | 11,545 | 53,1  | −14.6 |
|                    | Liberal            | R. Henry Rew       | 10,204 | 46,9  | +14.6 |
| Majorité           | Majorité           | Majorité           | 1,341  | 6,2   | −29.2 |
| Participation      | Participation      | Participation      | 21,749 | 69,6  | +17.4 |
| Registre électeurs | Registre électeurs | Registre électeurs | 31,246 |       |       |
|                    | Unioniste retenir  | Unioniste retenir  | Swing  | −14.6 |       |

### Élections dans les années 1910
| Parti                                                 | Parti              | Candidat                 | Voix   | %    | ±     |
| ----------------------------------------------------- | ------------------ | ------------------------ | ------ | ---- | ----- |
| C                                                     | Unioniste          | Reginald Terrell         | 10,757 | 67.7 | +8.6  |
|                                                       | Liberal            | Edmund Loftus MacNaghten | 5,138  | 32,3 | −8.6  |
| Majorité                                              | Majorité           | Majorité                 | 5,619  | 35,4 | +17.2 |
| Participation                                         | Participation      | Participation            | 15,895 | 52,2 | −33.6 |
| Registre électeurs                                    | Registre électeurs | Registre électeurs       | 30,457 |      |       |
|                                                       | Unioniste retenir  | Unioniste retenir        | Swing  | +8.6 |       |
| C candidat approuvé par le gouvernement de coalition. |                    |                          |        |      |       |

| Parti | Parti          | Candidat            | Voix            | %               | ±               |
| ----- | -------------- | ------------------- | --------------- | --------------- | --------------- |
|       | Unioniste      | Robert Hermon-Hodge | Sans opposition | Sans opposition | Sans opposition |
|       | Unioniste hold |                     |                 |                 |                 |

| Parti              | Parti                | Candidat             | Voix   | %    | ±    |
| ------------------ | -------------------- | -------------------- | ------ | ---- | ---- |
|                    | Conservateur         | Valentine Fleming    | 5,340  | 59,1 | +0.8 |
|                    | Liberal              | G.C.N. Nicholson     | 3,701  | 40,9 | −0.8 |
| Majorité           | Majorité             | Majorité             | 1,639  | 18,2 | +1.6 |
| Participation      | Participation        | Participation        | 9,041  | 85,8 | −6.2 |
| Registre électeurs | Registre électeurs   | Registre électeurs   | 10,536 |      |      |
|                    | Conservateur retenir | Conservateur retenir | Swing  | +0.8 |      |

| Parti              | Parti                              | Candidat                           | Voix   | %     | ±     |
| ------------------ | ---------------------------------- | ---------------------------------- | ------ | ----- | ----- |
|                    | Conservateur                       | Valentine Fleming                  | 5,649  | 58,3  | +11.3 |
|                    | Liberal                            | Philip Morrell                     | 4,046  | 41,7  | −11.3 |
| Majorité           | Majorité                           | Majorité                           | 1,603  | 16,6  | N/A   |
| Participation      | Participation                      | Participation                      | 9,695  | 92,0  | +4.4  |
| Registre électeurs | Registre électeurs                 | Registre électeurs                 | 10,536 |       |       |
|                    | Conservateur vainqueur sur Liberal | Conservateur vainqueur sur Liberal | Swing  | +11.3 |       |

### Élections dans les années 1900
| Parti              | Parti                              | Candidat                           | Voix  | %    | ±    |
| ------------------ | ---------------------------------- | ---------------------------------- | ----- | ---- | ---- |
|                    | Liberal                            | Philip Morrell                     | 4,562 | 53,0 | +4.2 |
|                    | Conservateur                       | Robert Hermon-Hodge                | 4,050 | 47,0 | −4.2 |
| Majorité           | Majorité                           | Majorité                           | 512   | 6,0  | N/A  |
| Participation      | Participation                      | Participation                      | 8,612 | 87,6 | +9.4 |
| Registre électeurs | Registre électeurs                 | Registre électeurs                 | 9,828 |      |      |
|                    | Liberal vainqueur sur Conservateur | Liberal vainqueur sur Conservateur | Swing | +4.2 |      |

| Parti              | Parti                | Candidat             | Voix  | %    | ±    |
| ------------------ | -------------------- | -------------------- | ----- | ---- | ---- |
|                    | Conservateur         | Robert Hermon-Hodge  | 3,622 | 51,2 | −1.3 |
|                    | Liberal              | H. L. Samuel         | 3,450 | 48,8 | +1.3 |
| Majorité           | Majorité             | Majorité             | 172   | 2,4  | −2.6 |
| Participation      | Participation        | Participation        | 7,072 | 78,2 | −3.5 |
| Registre électeurs | Registre électeurs   | Registre électeurs   | 9,039 |      |      |
|                    | Conservateur retenir | Conservateur retenir | Swing | −1.3 |      |

### Élections dans les années 1890
| Parti              | Parti                | Candidat             | Voix  | %    | ±    |
| ------------------ | -------------------- | -------------------- | ----- | ---- | ---- |
|                    | Conservateur         | Robert Hermon-Hodge  | 3,831 | 52,5 | −0.5 |
|                    | Liberal              | Herbert Samuel       | 3,470 | 47,5 | +0.5 |
| Majorité           | Majorité             | Majorité             | 361   | 5,0  | −1.0 |
| Participation      | Participation        | Participation        | 7,301 | 81,7 | +2.0 |
| Registre électeurs | Registre électeurs   | Registre électeurs   | 8,932 |      |      |
|                    | Conservateur retenir | Conservateur retenir | Swing | −0.5 |      |

| Parti              | Parti                | Candidat             | Voix  | %    | ±     |
| ------------------ | -------------------- | -------------------- | ----- | ---- | ----- |
|                    | Conservateur         | Francis Parker       | 3,688 | 53,0 | −5.6  |
|                    | Liberal              | Walter Phillimore    | 3,269 | 47,0 | +5.6  |
| Majorité           | Majorité             | Majorité             | 419   | 6,0  | −11.2 |
| Participation      | Participation        | Participation        | 6,957 | 79,7 | +6.4  |
| Registre électeurs | Registre électeurs   | Registre électeurs   | 8,731 |      |       |
|                    | Conservateur retenir | Conservateur retenir | Swing | −5.6 |       |

### Élections dans les années 1880
| Parti              | Parti                | Candidat             | Voix  | %    | ±    |
| ------------------ | -------------------- | -------------------- | ----- | ---- | ---- |
|                    | Conservateur         | Francis Parker       | 3,674 | 58,6 | +4.9 |
|                    | Liberal              | Walter Phillimore    | 2,600 | 41,4 | −4.9 |
| Majorité           | Majorité             | Majorité             | 1,074 | 17,2 | +9.8 |
| Participation      | Participation        | Participation        | 6,274 | 73,3 | −8.9 |
| Registre électeurs | Registre électeurs   | Registre électeurs   | 8,555 |      |      |
|                    | Conservateur retenir | Conservateur retenir | Swing | +4.9 |      |

| Parti              | Parti                                  | Candidat                | Voix  | %    | ±   |
| ------------------ | -------------------------------------- | ----------------------- | ----- | ---- | --- |
|                    | Conservateur                           | Edward Vernon Harcourt  | 3,778 | 53,7 | N/A |
|                    | Liberal                                | Frederick William Maude | 3,258 | 46,3 | N/A |
| Majorité           | Majorité                               | Majorité                | 520   | 7,4  | N/A |
| Participation      | Participation                          | Participation           | 7,036 | 82,2 | N/A |
| Registre électeurs | Registre électeurs                     | Registre électeurs      | 8,555 |      |     |
|                    | Conservateur vainqueur (nouveau siège) |                         |       |      |     |

## Sources
- The Times House of Commons 1929, 1931, 1935, Politico's (reprint), 2003 (ISBN 1-84275-033-X)
- The Times House of Commons 1945, 1945
- The Times House of Commons 1950, 1950
- The Times House of Commons 1955, 1955